# صادق ماهرو
صادق ماهرو (۳ فروردین ۱۳۱۸ تهران – ۶ دی ۱۳۹۳ کلن آلمان) از مدیران دوبلاژ و گویندگانِ پیشکسوت ایرانی بود.

## زندگی
ماهرو متولد سوم فروردین ماه ۱۳۱۸ در تهران است. وی از ۱۸ سالگی، فعالیت هنری‌اش را با بازیگری در «تئاتر پارس» آغاز کرد و سپس از سال ۱۳۳۵ خورشیدی با دوبله در «استودیو اطلس‌فیلم» مشغول شد. او بیش از ۴۰ سال در حرفه صداپیشگی حضور داشت. تیپ‌های ماندگاری را صداپیشگی کرده‌است و «گوریل انگوری» با صدای او هنوز ماندگار است. آخرین حضور او به عنوان صداپیشه در مجموعهٔ تلویزیونی «مدار صفر درجه» بود.

## گزیدهٔ فعالیت‌های هنری

### بازیگری تئاتر
- مرد ماهیگیر در نقش «مشعرالشعرا»[۱]
- شعله من در نقش «پروفسور» (به کارگردانی صمد صبایی)[۱]

### صداپیشگی
- به‌جای «پدرِ راج کاپور» در یک فیلم هندی (نخستین صداپیشگی در سال ۱۳۳۵)[۱]
- «اسنگلپوس»، «کوئیک درا مک‌گرا»، «اِما دارلینگ» در کارتون یوگی و دوستان
- «گوریل انگوری» در کارتون گوریل انگوری[۲]
- «بالو» (خرس) در کارتون کتاب جنگل
- «داروغهٔ ناتینگهام» در کارتون رابین هود
- «تولیپ» در کارتون جک و لوبیای سحر آمیز
- «شیر» در کارتون جادوگر شهر اُز
- «جالی» در کارتون لوک خوش‌شانس:دالتونهای بازنده
- به‌جای «تلی ساوالاس» در فیلم‌های هنگ جانبازان، دوازده مرد خبیث، در خدمت سرویس مخفی ملکه و کوجک
- به‌جای «چارلز برانسون» در فیلم‌های فرار بزرگ و هفت دلاور
- به‌جای «جک ایلام» در فیلم ریو لوبو
- به‌جای «جک اوهالوران» در فیلم بدرود عشق من
- به‌جای «وارن اوتس» در فیلم این گروه خشن
- به جای فینلی کوری (در نقش مگویچ) - آروزهای بزرگ - ساخته دیوید لین ۱۹۴۶
- به‌جای «جرج سی. اسکات» در فیلم دکتر استرنج‌لاو
- به‌جای «سیدنی گرین‌استریت» در فیلم کازابلانکا (دوبله اول)
- به‌جای «ادوارد اندروز» در فیلم المرگنتری
- به‌جای «پدر هند» در فیلم محمد رسول‌الله
- به‌جای «آرمان» در فیلم‌هایی که فارسی را با لهجهٔ ارمنی بیان می‌کرد.[۱]
- به‌جای «حبیب‌الله بلور»
- به‌جای «جلال پیشوائیان» در فیلم کندو
- به‌جای «میرمحمد تجدد» در فیلم قیصر
- به‌جای «علی آزاد» در فیلم موسرخه
- به‌جای «شیرعلی قصاب» در مجموعهٔ تلویزیونی دایی‌جان ناپلئون
- به‌جای «غول» در فیلم حسن کچل
- به‌جای «سرکار استوار» و «ابرام گوسفندی» در مجموعه فیلم‌های صمد[۱]
- مدیر دوبلاژ کارتون‌های تلویزیونی ماجراهای تنسی تاکسیدو و چاملی، مهاجران، بل و سباستین، ماجراهای تام سایر، و…

## درگذشت
ایشان در تاریخ ششم دی ماه ۱۳۹۳ ساعت ۵ بعد از ظهر به‌وقت تهران، پس از نزدیک به ۱۱ ماه کُما و به‌دلیل ابتلا به تومور مغزی، در سن ۷۵ سالگی در کلن آلمان درگذشت.